# 슬픈 약속 (노래)
〈슬픈 약속〉은 대한민국의 여성 싱어송라이터 장덕에 의해 작사·작곡된 곡이다. 장덕의 다섯번째 정규 음반 《예정된 시간을 위해》의 A면 3번 트랙으로 수록되어 발표되었다.

## 커버 버전
- 1990년 장덕 추모 음반 《예정된 시간을 위하여》에서 박혜성이 리메이크 하였다.